# Campodorus mixtus
Campodorus mixtus är en stekelart som först beskrevs av Holmgren 1857.  Campodorus mixtus ingår i släktet Campodorus och familjen brokparasitsteklar. Arten är reproducerande i Sverige. Utöver nominatformen finns också underarten C. m. tenera.